# Keith Holmes (Boxer)
Keith Pickett Holmes (* 30. März 1969 in Washington, D.C.) ist ein ehemaliger, US-amerikanischer Profiboxer und ehemaliger WBC-Weltmeister im Mittelgewicht.
Am 23. September 1994 besiegte er seinen Landsmann Andrew Council nach Punkten und wurde dadurch US-amerikanischer Meister im Halbmittelgewicht. Holmes hatte bis dahin, 23 seiner 24 Profikämpfe gewonnen, davon 15 durch K. o.
Am 16. März 1996 wurde er WBC-Weltmeister im Mittelgewicht, nachdem er seinen Landsmann Quincy Taylor durch K. o. in Runde 9 besiegt hatte. Nach zwei erfolgreichen Titelverteidigungen gegen Richie Woodhall und Paul Vaden, verlor er seinen WM-Titel erst am 5. Dezember 1997 gegen den Franzosen Hacine Cherifi, durch Punkteniederlage über 12 Runden. Bei einem Rückkampf am 24. April 1999, konnte Holmes den WM-Titel jedoch durch einen K. o.-Sieg in Runde 7 zurückgewinnen und ihn erfolgreich gegen Andrew Council und Robert McCracken verteidigen. Am 14. April 2001 verlor er den Titel erneut, diesmal nach einer Punkteniederlage über 12 Runden gegen Bernard Hopkins.